# International Mobile Satellite Organization
Die Internationale Organisation für mobile Satellitenkommunikation (engl. International Mobile Satellite Organization, kurz: IMSO) ist eine internationale Organisation, die die Aufsicht über die im Rahmen des weltweiten Seenot- und Sicherheitsfunksystems GMDSS erbrachten Satellitenkommunikationsdienste ausübt. Sie hat ihren Sitz in London.
Die Gründung im Jahr 1999 wurde durch die Privatisierung von Inmarsat ausgelöst, welches zuvor eine internationale Organisation im völkerrechtlichen Sinne war. Depositar der Konvention der IMSO ist der Generalsekretär der Internationalen Seeschifffahrts-Organisation (IMO).
Die Organe sind die Vollversammlung und das Direktorat; Generaldirektor ist Kapitän Esteban Pacha-Vicente.

## Ziele und Funktionen
Die Ziele und Funktionen sind;
- Sicherstellung der Erbringung mobiler Satellitenkommunikationsdienste im GMDSS durch Diensteanbieter in Übereinstimmung mit den Regeln der IMO
- Gleichbehandlung der Diensteanbieter
- Koordinierung des LRIT